# Мери Фейгън
Мери Фейгън (на английски: Mary Phagan) е американско момиче, което на тринадесетгодишна възраст е намерено на 26 април 1913 г. изнасилено и убито във фабриката за моливи в Атланта, Джорджия, САЩ.
Ужасната ѝ смърт става повод за възбуждането на едно от най-известните наказателни дела в историята на САЩ и пеналистиката – това срещу младия еврейски мениджър на тази фабрика – Лео Франк.

## Биография
Мери Фейган е родена във Флоренс, Алабама, четири месеца след като баща ѝ почива от морбили. Семейството ѝ е арендаторско. След смъртта на съпруга си, майката на Фейгън се мести в пансион в Уест Пойнт, а децата ѝ започват работа в местните фабрики. Мери Фейган напуска училище на десетгодишна възраст и започва работа на непълно работно време в текстилна фабрика. През 1911 г. се мести в завод за производство на хартия, собственост на Зигмунд Монтаг, ковчежник на Националната компания Pencil. През 1912 г. майка ѝ Франсес Фейгън се жени за Джон Уилям Колман и заедно с децата се мести при него в Алабама. В Алабама Мери Фейгън постъпва на работа във фабриката за моливи, менажирана от Лео Франк, като е наета да поставя гумените изтривалки. Заплащането на труда ѝ е нищожно – от десет до петнадесет цента на час, т.е. около една трета от средната работна заплата на север, като повечето от наетите за работа в производствената линия работници са тийнейджъри, обстоятелство подхранващо негодуванието срещу собствениците и мениджърите на фабриката. Мери Фейгън печели по 4,05 долара на седмица или 7 и 4/11 цента на час, за 55 часа работна седмица. За месец мениджърът на фабриката Лео Франк печели 180 долара, плюс част от печалбата, за което богатите индустриалци са редовно критикувани в местния печат.

## Престъпление
Бруталното изнасилване и убийство на Мери Фейгън взривява местното обществено мнение, още повече че следите водят към Лео Франк. Фейгън е съкратена от работа на 21 април 1913 г. На 26 април тя отива до фабриката, за да получи възнаграждението си от долар и двадесет цента, и около 03:17 ч. в неделя на 27 април нощният пазач на фабриката Нют Лий намира обезобразеното ѝ тяло в мазето на фабриката, след като слиза да ползва тоалетната. След като открива тялото на мъртвото момиче, пазачът се обажда в полицията. Тялото на Мери Фейгън е намерено захвърлено в задната част на мазето в близост до инсинератора. При огледа се установява, че роклята и е надигната около кръста, а лентата от роклята ѝ е увита около врата ѝ. Лицето ѝ е почерняло и надраскано, а по главата ѝ са констатирани охлузни рани от удари с тъп предмет. Установява се, че Мери Фейгън е удушена и захвърлена в близост до инсинератора на фабриката, явно с цел тялото ѝ да бъде кремирано, а следите от престъплението – заличени. По следите от пепел и мръсотия от пода на мазето по тялото ѝ, както и от стойката на трупа ѝ се разбира, че тя се е борела до последно с нападателя си. Полицията установява по време на огледа, че рампата в задната част на мазето води до плъзгаща се незаключена врата, от която се излиза на алея, от която най-вероятно убиецът ѝ се е измъкнал необзепокояван. При огледа са открити и следи от кървави пръсти по тази врата, както и метална тръба, която е била използвана като лост.

## Разследване
Първоначално подозренията в извършването на престъплението падат върху пазача, уведомил полицията, Лий и върху приятеля на Мери Фейгън, но след задълбочен анализ на установените факти, обстоятелства и доказателства от разследването, постепенно подозренията от тях са снети, въпреки че в жилището на Лий полицията намира скъсано и окървавено парче от роклята на Фейгън, което впоследствие се установява, че е умишлено подхвърлено от Франк, за да инкриминира пазача Лий. Междувременно другият заподозрян тринадесетгодишен приятел на Фейгън – Джордж Епс заявява, че му направило впечатление, че Франк се е опитвал да флиртува с Фейгън, а притеснителното поведение на мениджъра, особено по време на огледа на трупа на младото момиче, усъмняват полицията във Франк. Допълнително за тази версия като най-вероятната се събират и някои други разобличаващи улики от поведението и движението на Франк в деня на убийството на младото момиче. Местната преса от своя страна нажежава обстановката около уличаването за Франк, а продължителността и ненапредъка в разследването на такова тежко и ужасно престъпление насочва прожекторите на цяла Америка към Алабама. Междувременно Лео Франк успява да си изгради алиби за времето на убийството, посредством съдържателката на местен публичен дом, като се появява нов заподозрян – Джим Конли, но и този път полицията се усъмнява, че чернокожият е предварително нает за жертвен козел от мениджъра на фабриката, подобно на пазача Лий, с цел да снеме подозренията от богатия Лео Франк. Обърканите и противоречиви първоначални обяснения от разпитите на Конли само допълнително забавят разследването и след цялостен анализ на показанията му и събраните доказателства в хода на разследването, полицията решава да прибегне до очна ставка между Конли и Франк. Подозрителният отказ на последния от такава с обяснението, че адвокатът му е извън града, за пореден път насочва разследващите към хипотезата, че в действителност убиецът е Франк, а заподозрените негри са наети и използвани от него за насочване на разследването в грешна посока с цел замитане на следите. В крайна сметка полицията решава да притисне Конли и след продължителен четиричасов разпит на 29 май, той си признава, че е помагал на Лео Франк в изнасянето на трупа на Фейгън от мениджърския кабинет до мазето на фабриката, като бил едновременно хем принуждаван, хем увещаван срещу 200 долара, да напише двете бележки, в случай че междувременно тялото на Фейгън до изгарянето му в инсинератора бъде намерено от някой в мазето. Конли свидетелства, че момичето излязло и после пак влязло повторно в кабинета на управителя, след което било ударено с нещо по главата, а той само помогнал на Франк да занесат с асансьора трупа до мазето. Като причина да разкрие истината Конли изтъква, че Франк не изпълнил обещанието си да му помогне да се укрие, както и това че не е успял да реализира плана си до край, а именно тялото на момичето да бъде кремирано и съответно да бъдат заличени следите от престъплението.

## Съдебен процес
На 24 май 1913 г. обвинителният акт срещу Лео Франк за изнасилването и убийството на Мери Фейгън е върнат от голямото жури, в което има и петима евреи, като съдебният процес за убийството тръгва едва на 28 юли след серия пререкания и взаимни обвинения по пресата в антисемитизъм и филосемитизъм. В процеса Лео Франк е представляван от общо осем адвокати, които все пак успяват да отстранят от съдебното жури двама чернокожи заседатели, заради предубеденост. Съдебното жури кредитира показанията пред разследващите на Конли, които се потвърждават и от друг също криминално проявен свидетел, а именно че Лео Франк редовно в събота ползва кабинета си за секс с работнички във фабриката, като работодателят и редовно го наемал допълнително да пази достъпа до кабинета му в съботите. Като цяло показанията пред съда на работниците от фабриката, менажирана от Франк, по отношение на неговите сладострастни сексуални наклонности са противоречиви пред съдебното жури в този процес, но такива като цяло се и потвърждават.
В крайна сметка общественото мнение по време на съдебния процес силно се накланя срещу Лео Франк, най-вече заради арогантното поведение на адвокатите му към свидетелите на расистка основа, а озверялата работническа тълпа под прозорците на съдебната зала започва да крещи: „Убий евреина!“. При това развитие на процеса с така създалата се обществена нетърпимост (и според някои съвременни изследователи под страх от линч), съдебното жури признава Лео Франк за виновен в убийството на младото тринадесетгодишно момиче Мери Фейгън.

## Обжалване на присъдата
Апелативната жалба срещу присъдата на Лео Франк е отхвърлена от Върховния съд на Джорджия през ноември 1913 г. На 19 април 1915 г. Върховният съд на САЩ разглеждайки касационната жалба на адвокатите на Лео Франк, с гласуване 7:2 отхвърля жалбата, потвърждавайки смъртната присъда. На 31 май 1915 г. Лео Франк прави последен опит да избегне смъртното наказание, изпращайки просба до щатската комисия по помилването на Джорджия, с молба смъртната му присъда да бъде заменена с доживотен затвор. На 9 юни тази комисия с два срещу един гласа в подкрепа на предложението го представя на компетентния щатски губернатор за решение по него. Губернаторът на Джорджия според пресата, обаче бил близък с единия от защитниците на Франк по време на процеса.

## Помилване и линчуване
Губернаторът на Джорджия по това време Джон Слейтън преглежда над 10 000 страници материали по делото, посещава фабриката за моливи, наново анализира и преценява доказателствата срещу Франк, след което решава да го помилва, заменяйки смъртната му присъда с доживотен затвор. Разбирайки за вестта, огромна тълпа се събира пред дома на губернатора, обаче е разпръсната от полицията.
Помилваният Франк е вкаран в щатски затвор за излежаване на присъдата, където затворникът Уилям Крийн прави на 17 юли 1915 г. неуспешен опит да го заколи, поради това „че Лео Франк е срам за затвора“, разчитайки на това, че ще бъде помилван за убийството на такъв изверг като Лео Франк. Точно месец след неуспешния опит за убийство на Франк в щатския затвор, на 17 август 1915 г. разярена тълпа, предвождана от няколко съдии във Върховния съд на САЩ, бившите шериф и свещеник на Атланта, измъкват Лео Франк от затворническата килия по предварително набелязан план и го линчуват публично за назидание.

## Реабилитация
На 11 март 1986 г., т.е. повече от 70 години след случая, Лео Франк е посмъртно реабилитиран, въпреки че материалите от делото за убийството на Мери Фейгън са загубени или унищожени. Според съвременното американско правосъдие, т.е. век след престъплението, виновни за изнасилването и убийството на 26 април 1913 г. на тринадесетгодишната работничка Мери Фейгън – няма, или не са разкрити.